# Кубок України з футзалу 2022—2023
VBET Кубок України з футзалу 2022—2023 — 32-й розіграш кубкового футзального турніру України. Володарями Кубка України стала команда «Кардинал-Рівнестандарт» з міста Рівне.
25 жовтня 2022 Асоціація футзалу України розпочала прийом заявок від команд для участі у Кубку України. На кожному етапі, окрім «фіналу чотирьох» команди проводили по 2 матчі: вдома і на виїзді. За результатами попередніх етапів до 1/8 фіналу Кубку України потрапили команди:
- «Адвокат і Ко» (Кременчук);
- «Галицька здоба» (Львів), Суперліга Львівщини;
- «Енергія» (Львів), Екстраліга;
- «Кардинал-Рівнестандарт» (Рівне), Екстраліга;
- «Любарт» (Луцьк), Суперліга Львівщини;
- «Рятувальник» (Ромни), Екстраліга;
- «Сокіл» (Хмельницький), Екстраліга.
- «Ураган» (Івано-Франківськ), Екстраліга;
- МСК «Харків» (Харків), Екстраліга;
- «Хіт», (Київ), Екстраліга;
- «Черкасиобленерго» (Черкаси), Екстраліга;
- «Яско» (Вінниця), Вища ліга Вінниччини;
- «Athletik Futsal» (Дніпро);
- «CLUST» (Київ), Екстраліга;
- «in. IT» (Львів), Екстраліга;
- «SkyUp Futsal» (Київ), Вища ліга Київщини.

## 1/8 фіналу
Пари команд для участі у 1/8 фіналу були визначені 9 лютого 2023 р. шляхом жеребкування. Матчі пройшли у період з 22 березня по 8 квітня 2023 р..
«Черкасиобленерго» - «Яско» 3:3 (Петришин, Сторчоус, Скоров - Брижчук, Литвиновський-2) і 5:3 (Поплєвічєв-2, Ткаченко, Скоров, Волков)
«Енергія» - МСК «Харків» 4:1 (Радевич, Легендзевич, Зварич, Марциняк) і 3:1 (Малишко, Цілик, Кузь - Авто)
«ХІТ» - «Ураган» 3:1 (Ліфер, Жук, Педяш) і 0:1 (Мик. Грицина)
«Любарт» - «Галицька здоба» 2:2 (Вишневський, Дригульський - Богданов, Стефанків) і 1:3 (Романюк - Богданов, Москалик, Стефанків)
«CLUST» - «Сокіл» 0:3 (Бабак, Орган, Гуцуляк) і 2:2 (Семенченко, С. Чеберяк - Пєрвєєв, Бабак)
«Адвокат і Ко» - «Athletik Futsal» 2:5 (Арішин, Піщан - В. Дзюба, Мілінькій-3, Ященко) і 2:1 (Арішин, Лопатнюк - Майстренко);
«SkyUp Futsal» - «Рятувальник» 1:2 (Салтанов - Завгородній, Курило) і 1:3 (Бакум - Курило, Сіріцький, Гайван)
«in. IT» - «Кардинал-Рівнестандарт» 1:5 (Білюк - Малиновський, Кручок, Басич, Кравчук, Горпинич) і 1:4 (Константінов - Малиновський, Волянюк, Кручок, Скибчик)

## 1/4 фіналу
Пари команд для участі у 1/4 фіналу та 1/2 фіналу були визначені 13 квітня 2023 р. шляхом жеребкування. Матчі «фіналу восьми» пройшли з 27 квітня по 30 квітня 2023 р. у Львові на «Боско-Арені».
«Енергія» - «Сокіл» 2:1 (Малишко, Цілик - Авто);
«Галицька здоба» - «Рятувальник» 4:9 (Богданов, Данів, Тригубець, Москалик - Колесник-2, Прокопчук, Бараник-2, Сірицький, Радченко, Кончаков, Гайван);
«Athletik Futsal» - «Кардинал-Рівнестандарт» 0:5 (Ланко, Кравчук, Кручок, Волянюк, Басич);
«Черкасиобленерго» - «ХІТ» 0:6 (Жук-3, Авто, Школьний, Кравець).

## 1/2 фіналу
- «Енергія» — «Кардинал-Рівнестандарт» 1:1  по пен: 2:4 (Цілик - Волянюк)
- «Рятувальник» — «ХІТ» 1:8 (Прокопчук - Журба-2, Жук-2, Школьний-2, Педяш, Сірий)

## Фінал
«Кардинал-Рівнестандарт» — «ХІТ» 1:1 по пен: 5:4 (Кравчук - Жук).